# لیزی‌تاون
لیزی‌تاون (به انگلیسی: LazyTown) یک مجموعه موزیکال تلویزیونی کودکان و نوجوانان محصول کشور ایسلند است که توسط ماگنوس اسچوینگ، قهرمان آیروبیک و ایفاگر نقش شخصیت اسپورتاکس در همین مجموعه ساخته شد.
ساخت این مجموعه به سفارش نیکلودئون در سال ۲۰۰۳ و پس از ساخت دو نمایش و پخش آزمایشی آغاز شد. این نمایش که در ابتدا به زبان انگلیسی اجرا شد، به بیش از ۳۰ زبان (از جمله ایسلندی) دوبله و در بیش از ۱۸۰ کشور پخش شده‌است. این نمایش ترکیبی از لایو اکشن، نمایش عروسکی و تصاویر کامپیوتری می‌باشد که این مجموعه را به یکی از پرهزینه‌ترین نمایش‌های کودکانه تبدیل کرده‌است.
دو فصل نخست این مجموعه که روی هم شامل پنجاه و دو قسمت هستند از سال ۲۰۰۴ تا ۲۰۰۷ تولید شدند. لیزی تاون ابتدا در کانال ویاکوم نیکلودئون در ایالات متحده و در شبکه سی بیبیز در بریتانیا پخش شد. شرکت ترنر برادکستینگ سیستم در سال ۲۰۱۱ لیزی تاون اینترتیمنت را تصاحب و فصل سوم و چهارم این مجموعه را که شامل ۲۶ قسمت جدید بود را تولید کرد. در سال ۲۰۱۳، قسمت‌های جدید در تونرز کارتونیتو و بعد در کانال ۵ ویاکوم به نمایش درآمد.
تاکنون چندین اسپین آف شامل اجراهای زنده و یک برنامه تلویزیونی با فرمت کوتاه برای کودکان کوچکتر با عنوان لیزی تاون اکسترا از این مجموعه ساخته شده‌است.

## داستان
این مجموعه بر روی دختری ۸ ساله با موهای صورتی به نام استفانی تمرکز دارد که به عنوان ساکن جدید در شهر لیزی تاون شناخته می‌شود. او به تازگی به آنجا نقل مکان کرده تا با عموی خود یعنی شهردار میلفورد مینزول زندگی کند. استفانی از اینکه تمامی همسایگانش سبک زندگی غیرفعالی دارند، متحیر شده و تصمیم می‌گیرد با کمک قهرمانی به نام اسپورتاکس به سایر ساکنان شهر آموزش دهد که چگونه در سرگرمی‌های ورزشی به مشارکت بپردازند. تلاش‌های او اغلب توسط رابی راتن که ترجیح می‌دهد زندگی دور از تحرکی داشته باشد و از افزایش فعالیت بدنی در بین ساکنین شهر بیزار است، خنثی می‌شود. رابی به‌طور منظم نقشه‌هایی طرح می‌کند تا ساکنین لیزی تاون بار دیگر مسیر تنبلی را پیش بگیرند، با این حال برنامه‌های او هرگز موفقیت‌آمیز نبوده و همیشه با شکست او به پایان می‌رسد.
هر یک از کودکانی که استفانی با آنها دوست می‌شود دارای ویژگی‌های منفی مختص به خود هستند. زیگی یک کودک مهربان و دوست داشتنی است و می‌خواهد در آینده به یک ابرقهرمان تبدیل شود اما او رژیم غذایی نامتعادلی دارد که فاقد میوه و سبزیجات است. تریکسی یک دردسرساز است که برای قوانین و افراد دیگر احترام چندانی قائل نیست. پیکسل یک مخترع منزوی است که زمان زیادی را صرف رایانه خود می‌کند. در این بین استینجی نگرش خودمحورانه ای داشته و تقریباً همه چیز در شهر را متعلق یه خود می‌داند. با پیشرفت داستان، میزان تنبلی شخصیت‌ها کمتر شده و به یک شیوه زندگی سالم نزدیک تر می‌شود که همین سبک زندگی تماشاگران را به جلوگیری از چاقی در کودکان تشویق می‌کند.
این برنامه دارای یک موسیقی متن عمدتاً یورودنس می‌باشد و هر قسمت دارای حداقل یک آهنگ اصلی است و با اجرای متفاوت ترانه " بینگ بنگ (زمان برای رقص) " که توسط استفانی خوانده می‌شود، به پایان می‌رسد. بسیاری از آهنگ‌ها نسخه‌های بازسازی‌شده‌ای از آهنگ‌های پایه نمایشنامه‌های ایسلندی هستند.